# Marsh Benham
Marsh Benham est un village dans la paroisse civile de Speen dans le comté anglais du Berkshire. Il est situé dans l'autorité unitaire du West Berkshire, à l'ouest de Newbury.

## Établissement notable
Le village a un pub populaire appelé le «Red House», près de Benham Park.